# Joya rennt
Joya rennt war eine TV-Serie auf TV3 und Sat.1. In der von der FaroTV und dessen Gründer Björn Hering entwickelten und produzierten Schweizer Datingshow mussten Singles innert einer vorgegebenen Frist einen Reisepartner finden und mit dieser Person eine Ferienwoche an einer Traumdestination zu verbringen.
Joya rennt wurde 2002 am Rose d’Or Festival mit dem Preis der e-Rose als „best interactive TV-Show“ ausgezeichnet.
Die TV-Serie startete 2001 auf dem Schweizer Privatsender TV3 und wurde nach dessen Schliessung zuerst von den TeleNewsCombi-Sendern und danach im Herbst 2003 von Sat.1 für das Schweizer Fenster übernommen. Aus vermarktungstechnischen Gründen wurde die Sendung dabei in die Gefäße „Joya rennt“ und „Joya reist“ aufgeteilt. In letzterem wurden Szenen aus dem Ferienort und Interviews über das gegenseitige Kennenlernen gezeigt. Ab 2005 fanden unter dem Label „Joya rennt“ Clubbing auch Partys statt. Bereits im Jahr zuvor wurde am 25. Juni anlässlich des Open Air 2004 in Frauenfeld das Event „Joya-Rennt-Sat1-Special“ veranstaltet. Nach sieben Jahren Laufzeit wurde die Serie Ende 2008 nach 9 Staffeln eingestellt. Gemäss Produktionsfirma FaroTV wird an einer Neuauflage gearbeitet.
Der Moderator und Produzent Björn Hering, suchte seine Nachfolgerinnen, die Moderatorinnen Andrea Jansen (Bauer, ledig, sucht…, MusicStar) und Sheril Leemann, via öffentliches Casting die beiden Frauen starteten ihre TV-Karrieren mit „Joya rennt“.